# Scarborough, North Yorkshire
Scarborough este un oraș și un district ne-metropolitan situat în Regatul Unit, în comitatul North Yorkshire, regiunea Yorkshire and the Humber, Anglia. Districtul are o populație de 108.300 locuitori, din care 50.135 locuiesc în orașul propriu zis Scarborough.

## Orașe din cadrul districtului
- Scarborough
- Filey
- Robin Hood's Bay
- Whitby